# Wahagnies
Wahagnies is een gemeente in het Franse Noorderdepartement (regio Hauts-de-France). De gemeente maakt deel uit van het arrondissement Rijsel. Wahagnies telde op 1 januari 2022 2.596 inwoners.

## Geografie
De oppervlakte van Wahagnies bedroeg op 1 januari 2022 5,69 vierkante kilometer; de bevolkingsdichtheid was toen 456,2 inwoners per km².

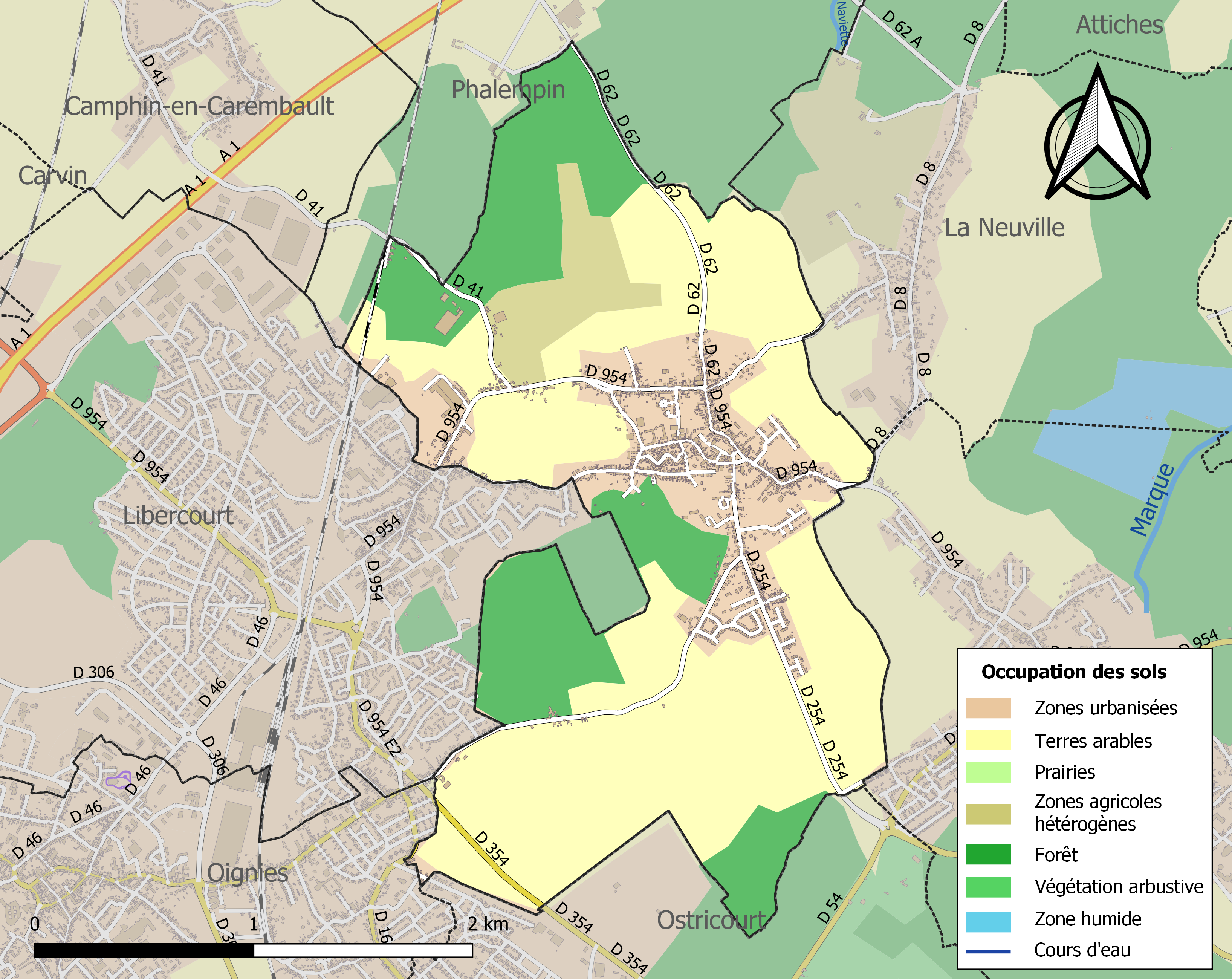
Kaart van de gemeente met belangrijkste infrastructuur, bodemgebruik en omliggende gemeenten

## Bezienswaardigheden
- De Église Saint-Barthélémy

## Demografie
Onderstaande figuur toont het verloop van het inwonertal (bron: INSEE-tellingen).